# 查塔胡奇冰川
76°34′S 160°42′E / 76.567°S 160.700°E
查塔胡奇冰川（英語：Chattahoochee Glacier）是南極洲的冰川，位於維多利亞地的斯科特海岸，處於康沃伊山脈，流經懷恩多特嶺和東風嶺，根據美國地質調查局測量和該國海軍的空中照片繪入地圖。